# For Dummies

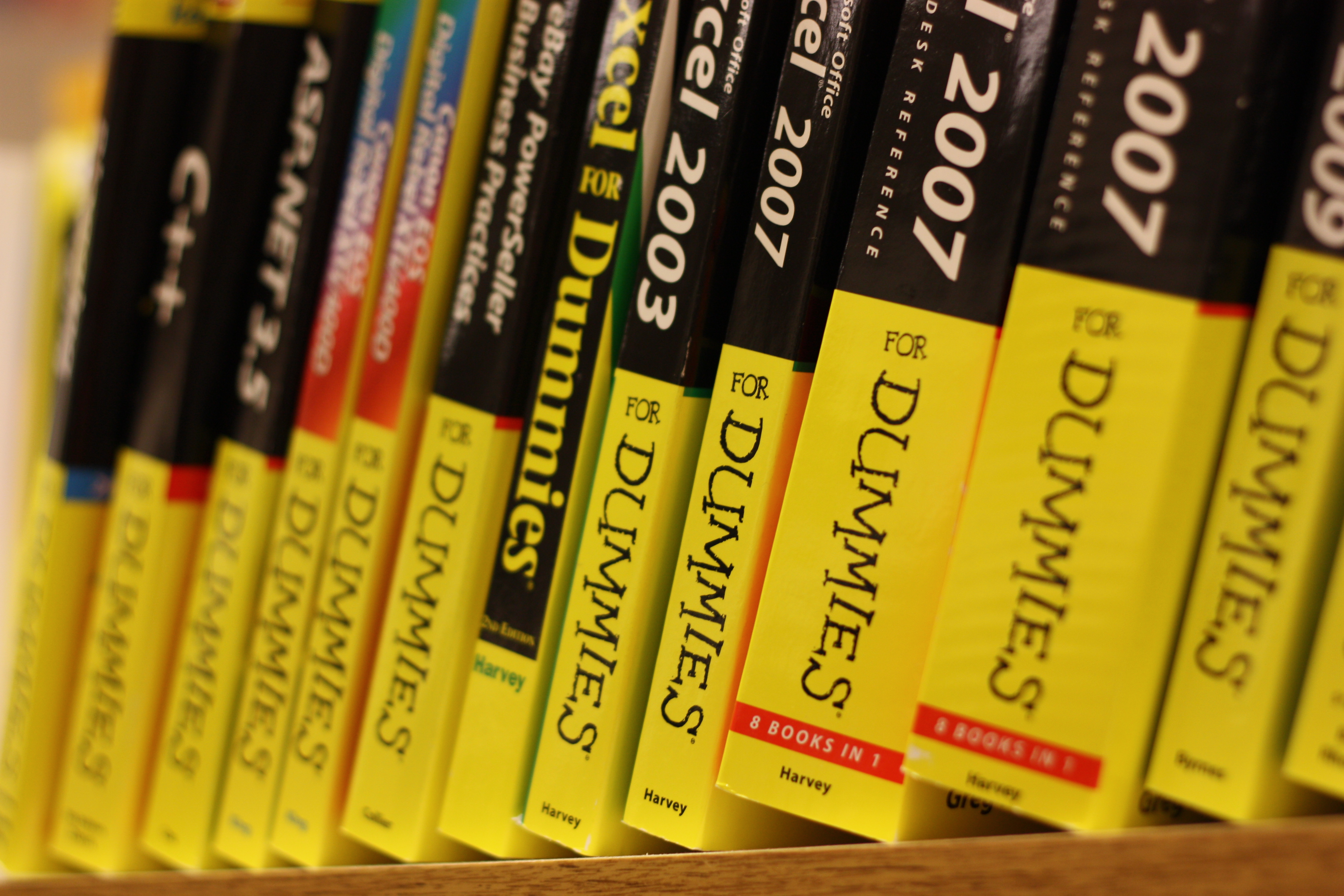
Vydání knižních brožur For Dummies

For Dummies (do češtiny lze z anglického jazyka přeložit jako Pro nechápavé) je rozsáhlá série anglických instruktážních / popisných knih, které jsou určeny široké veřejnosti k různým tématům. K prosinci 2012 bylo publikováno již 1800 titulů s tímto podtitulem. Knihy slaví úspěch i v neanglických variantách. Obaly knih si jsou vždy podobné, v žluté barvě. Ilustruje Rich Tennant.

## Příklad některých titulů
- Facebook for dummies, ISBN 978-1-1180-9562-1[1]
- Wikis for dummies (Wiki pro nechápavé), ISBN 978-0-470-04399-8[2]
- Digitální fotografie for dummies, ISBN 80-86304-00-0[3]